# カプコンアーケードスタジアム
『カプコンアーケードスタジアム』（Capcom Arcade Stadium）はカプコンより配信されているゲームソフト。
2021年2月18日にNintendo Switchにて配信が開始され、PlayStation 4、Xbox One、PC版も2021年5月25日に配信された。
この項目では、2022年7月22日に配信開始された『カプコンアーケード 2ndスタジアム』（カプコンアーケードセカンドスタジアム、Capcom Arcade 2nd Stadium）についても記述する。

## 概要
カプコンが1984年 - 2001年にかけて発売したアーケードゲーム32タイトルを収録したオムニバスソフト。特徴的な要素として、実際の筐体によるプレイをイメージした画像演出やゲームプレイの巻き戻し機能などを実装している点がある。
インターネットを介したオンライン対戦・協力プレイには原則対応していないが、PS4版のみフレンドとのシェアプレイ機能を使用することで2人までのプレイが可能。

## カプコンアーケードスタジアム収録タイトル
ソフト本体は無料であり、『1943』が無償で提供される。追加パックをダウンロードコンテンツとして購入し、10本パック1～3を全てをダウンロードすると『魔界村』を無料ダウンロード可能となる（ただしこの作品のみ単品での購入も可能）。
『魔界村』は後日配信された機種のうち、PS4はPlayStation Plus加入者のみ無料、残りの機種は半額で提供される。Switch版も2月25日までは無料で配信されていた。
2021年10月20日よりSwitch版とXbox One版が、その1週間後（10月27日）からはPS4版が、下記パックとは関係なく1タイトル単位での個別購入も可能となった。2023年6月6日からは10本パックが販売終了となり、30本パックとタイトル単品のみの販売となった。
★は日本国内における家庭用初移植タイトル。

### 無料タイトル
- 1943 ミッドウェイ海戦

### パック1 すべてはここからはじまった!
- バルガス
- ひげ丸
- 1942
- 戦場の狼
- セクションZ
- 闘いの挽歌
- アレスの翼
- BIONIC COMMANDO
- フォゴットンワールド
- 大魔界村

### パック2 アーケード絶頂期!
- ストライダー飛竜[注 1]
- 天地を喰らう
- ファイナルファイト
- 1941 Counter Attack
- 戦場の狼II
- チキチキボーイズ
- U.S. Navy ★
- ストリートファイターII - The World Warrior -
- キャプテンコマンドー
- バース - OPERATION THUNDER STORM - ★

### パック3 アーケードはさらなるステージへ!
- 天地を喰らうII 赤壁の戦い
- ストリートファイターII' TURBO - HYPER FIGHTING -
- スーパーストリートファイターIIX - Grand Master Challenge -
- パワードギア - STRATEGIC VARIANT ARMOR EQUIPMENT -
- サイバーボッツ - FULLMETAL MADNESS -
- 19XX -THE WAR AGAINST DESTINY- ★
- バトルサーキット
- ギガウィング（タクミコーポレーション製作）
- 1944 The Loop Master ★（エイティング、ライジング製作）
- プロギアの嵐 ★（ケイブ製作）

### 30本セット特典・単品購入タイトル
- 魔界村

## カプコンアーケード 2ndスタジアム収録タイトル
『カプコンアーケード 2ndスタジアム』（Capcom Arcade 2nd Stadium）は2022年7月22日に配信開始された。前作同様ソフト本体は無料であり、『ソンソン』が無償で提供される。前作に存在した10本パックはなく、単品購入か「Capcom Arcade 2nd Stadium Bundle 1」（「30本パック」と表記されているがボーナスタイトル扱いの『ガンスモーク』を含め全31タイトル収録）を購入することになる。30本パックの価格は前作と同じだが、配信開始当初の単品購入価格は前作の2倍だった。2023年1月16日より前作と同じ価格に値下げされている。
★は日本国内における家庭用初移植タイトル。なお、本作では外注作品はなく、全てカプコン自社が開発した作品のみで構成される。

### 無料タイトル
- ソンソン

### 有料タイトル
- エグゼドエグゼス
- ガンスモーク
- ラッシュ&クラッシュ
- サイドアーム
- 必殺無頼拳
- ブラックドラゴン
- ストリートファイター
- 虎への道
- 1943改
- ラストデュエル★
- Rally 2011 LED STORM★ - 『マッドギア』の原型となった未発売ゲーム[9]
- マジックソード
- ワンダー3
- ザ キング オブ ドラゴンズ
- ブロックブロック★
- ナイツ オブ ザ ラウンド
- マッスルボマー
- アルティメット エコロジー
- ぷにっきぃず★（コンパイル共同製作）
- ヴァンパイア - The Night Warriors -
- ヴァンパイアハンター - DARKSTALKERS' REVENGE -
- ストリートファイターZERO
- ロックマン・ザ・パワーバトル
- ストリートファイターZERO2
- スーパーパズルファイターIIX
- ロックマン2・ザ・パワーファイターズ
- ヴァンパイアセイヴァー - The Lord of Vampire -
- カプコンスポーツクラブ★
- ポケットファイター
- ストリートファイターZERO3
- ハイパーストリートファイターII - The Anniversary Edition -

## 開発
本作のプロデューサーの一人である岡部眞輝は、カプコン代表取締役会長CEOの辻本憲三より、以前から自社の過去作品をきちんとユーザーに遊んでもらいたいという話があったとねとらぼとのインタビューの中で明かしている。
根底には「カプコンの作品を全部遊べるようにする」という思想があったものの、カプコンがこれまでに売り出したアーケードゲームは膨大な数に上るため、各作品の権利状態の精査から始まった。彼らはROMや過去の開発資料といった様々な資料を通じて、ロゴの権利をカプコンが持っているのか、契約先やその内容、そして権利回りなどを調べていった。
ディレクターの松田崇史は、会社として権利関係の確認やハンドリングに苦労したとねとらぼとのインタビューの中で振り返っており、日本国外版のタイトルに権利上の問題があり、一方のバージョンしか収録できなかった例もある。
選定に当たってはSNSをはじめとする各コミュニティやコアユーザーの集まりでもあるカプコンの品質管理部門の意見も参考にされた。
松田はねとらぼとのインタビューの中で、初移植は訴求ポイントの一つではあるものの、今なら頑張れるのではないかという作品を選んだ結果であり、特に意識したわけではないとしている。
収録された作品の中には、『19XX』のように本作が初めての移植となる作品もあった。
また、文字通りすべて収録するとなると高額になることから、世代別に分けて収録する形がとられた。